# Telecabina

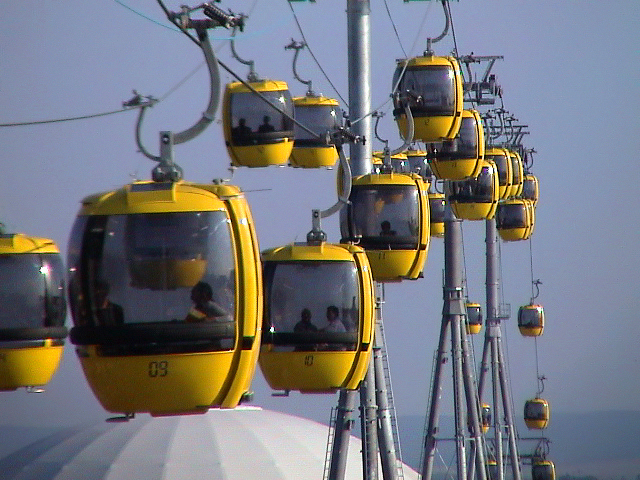
Telecabina a un context no alpí (expo de Hannover).

Un telecabina és un remuntador anàleg a un telecadira desembragable però on el que penja de cable no són simples cadires a la intempèrie sinó cabines tancades.
Tant a l'inici com al final, les cabines circulen guiades per una mena de carrils a baixa velocitat, permetent a la gent entrar-hi o sortir-ne, amb les corresponents obertures i tancaments automatitzats de portes. Entremig, enganxades al cable, circulen a una velocitat major.
La seva capacitat pot variar molt, entre les 4 i les 16 persones per cabina. A més, els seus ocupants poden anar tant drets com asseguts, i amb els esquís o snowboards dins o fora de la cabina (però mai posats). En general, les cabines petites (4, 6 o 8 places) tenen uns porta-esquís semblants a cistelles allargades enganxades a l'exterior de les portes, i la gent hi diposita els esquís abans d'entrar a la cabina, on seuran en dues files de seients perpendiculars al sentit d'avanç. Per contra, les cabines més grosses, acostumen a ser prou altes perquè la gent hi entri els esquís dins, disposant-se circularment i sense seure.
Una versió més grossa i sofisticada dels telecabines són els funitels, que en lloc de tenir les cabines penjant d'un sol cable, les tenen penjant de dos.

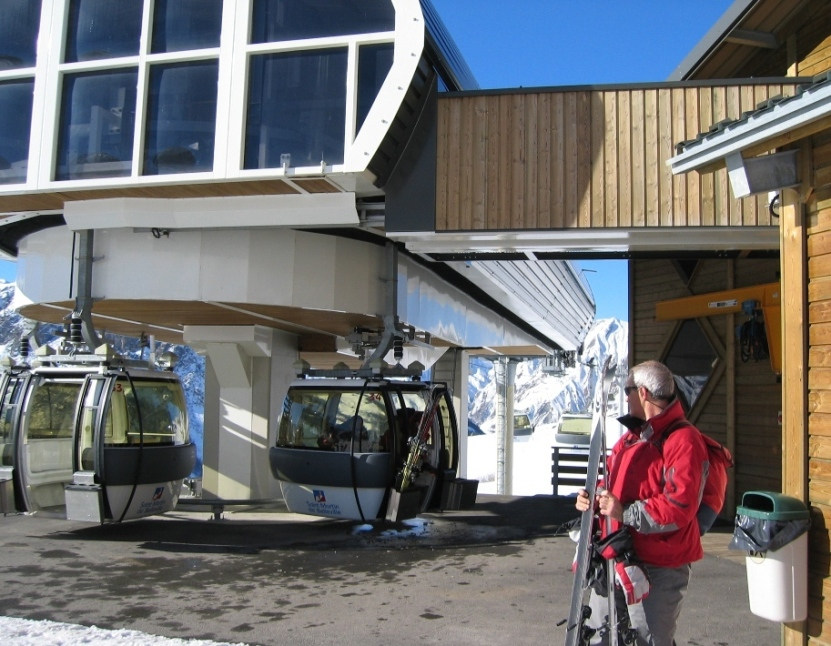
Arribada d'un telecabina de 8 places.

Especialment en recorreguts llargs, són molt apreciats pels esquiadors pel fet de permetre'ls anar tancats (i més calents), si bé l'embarcament acostuma a ser més feixuc que en telecadires, pel fet d'haver-se de treure els esquís i snowboards.
Antigament les cabines presentaven sovint una forma d'el·lipsoide que les feia semblar ous, similitud que es veia incrementada pel fet que s'obrien totalment per la meitat, com si un ou es partís. És per això que popularment també es coneix els telecabines com a teleous.